# Verbal Behavior

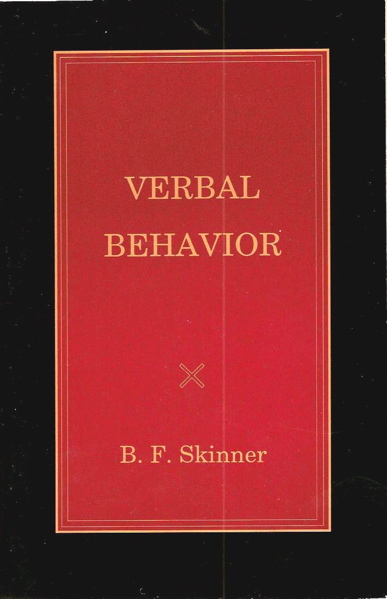
Verbal Behavior, Buchcover

Verbal Behavior ist ein Buch von Burrhus Frederic Skinner. Es erschien 1957 und ist eine theoretische Analyse des sprachlichen Verhaltens aus der naturwissenschaftlichen Sichtweise der Verhaltensanalyse. Sprachliches Verhalten, so Skinner (1957), unterliegt denselben Gesetzmäßigkeiten wie anderes Verhalten auch. Sprachliches Verhalten zeichnet sich dadurch aus, dass es nicht durch die physikalische Umwelt direkt, sondern nur indirekt durch das Verhalten anderer Menschen verstärkt wird.
Das Buch gilt als eines der bedeutendsten Werke des Behaviorismus. Dennoch wird Verbal Behavior in der Psychologie vor allem unter historischen
Gesichtspunkten betrachtet, der eigentliche Inhalt des Buches wird kaum zur Kenntnis genommen.
Eine Übersetzung des Buches ins Deutsche ist bislang noch nicht erschienen. Beinahe ebenso bekannt wie Verbal Behavior selbst ist die Besprechung des Buches durch den Sprachwissenschaftler Noam Chomsky von 1959, die als eine der Initialzündungen des Kognitivismus gilt und in der Psychologie die sogenannte kognitive Wende einleitete.

## Überblick
Skinner definiert zunächst sprachliches Verhalten und erläutert die Anwendung des verhaltensanalytischen Begriffsapparates auf den Bereich der Sprache. Sodann werden ausführlich die verschiedenen Arten verbaler Operanten (das sind die Einheiten sprachlichen Verhaltens) vorgestellt und erläutert. Die Generalisation und Diskrimination von sprachlichem Verhalten bewirkt die Formung neuer und komplexerer Formen sprachlichen Verhaltens. Besonderes Gewicht legt Skinner auf die multikausale Verursachung von Sprechakten: Verbales Verhalten wird nur selten durch einen der von Skinner beschriebenen Prozesse alleine ausgelöst, auch können die Variablen des sprachlichen Verhaltens mehr als ein Verhalten kontrollieren. Unter der Überschrift Autoklitisches Verhalten erläutert Skinner, wie das eigene sprachliche Verhalten des Sprechers das sprachliche Verhalten kontrolliert. Zuletzt beschreibt Skinner die Selbstkontrolle sprachlichen Verhaltens, d. h. wie das sprachliche Verhalten des Sprechers durch sein anderes Verhalten kontrolliert wird. Dabei fasst Skinner auch das Denken als Verhalten auf.
Skinner führt hier vieles aus, was er in Wissenschaft und menschliches Verhalten (original Science and Human Behavior) nur anreißt. Das Buch beinhaltet jedoch keine neuen Gesetze des Verhaltens, die nur der Erklärung sprachlichen Verhaltens dienten. Die einzigen neuen Begriffe, die Skinner einführt, sind die grundlegenden verbalen Operanten (Mand und Tact, echoisches und textuales, intraverbales Verhalten sowie das Autoclitic). In wissenschaftstheoretischer Hinsicht ist Verbal Behavior also eine sparsame Theorie. Skinner illustriert seine Annahmen im Lauf des Buches mit vielen hunderten Beispielen.
Ein Verständnis des Inhalts von Verbal Behavior ist ohne grundlegende Kenntnisse der Verhaltensanalyse nur schwer möglich (wobei Skinner ein gut lesbares Englisch schreibt). Insbesondere der Versuch, Verbal Behavior mit dem traditionellen Verständnis des Phänomens Sprache im Hinterkopf zu verstehen, scheitert, da der verhaltenswissenschaftliche Ansatz hier eher kontraintuitiv ist. Auch dieser Artikel kann nur einen knappen Einblick in das Thema geben. Vor allem Skinners Erklärung komplexeren sprachlichen Verhaltens sprengt den Rahmen eines Enzyklopädieeintrages.

## Voraussetzungen
Skinner ist einer der Begründer der Verhaltensanalyse. In Verbal Behavior wendet er die in Experimenten an Tieren und Menschen gewonnenen Erkenntnisse der Verhaltensanalyse auf das sprachliche Verhalten an.
Verhalten unterliegt aus verhaltensanalytischer Sicht der Kontrolle durch die Umwelt, oder anders formuliert: Verhalten wird von der (gegenwärtigen und vergangenen) Umwelt des Organismus geformt. Dabei ist zu unterscheiden zwischen der
- Stimuluskontrolle – Womit der Einfluss aller Ereignisse in der Umwelt des Organismus gemeint ist, die zeitlich vor dem Verhalten stattfinden, also der vorausgehenden Bedingungen des Verhaltens (Antecedents)

und der
- Verstärkerkontrolle – Damit ist der Einfluss der dem Verhalten zeitlich nachfolgenden Umweltereignisse gemeint, also der Konsequenzen des Verhaltens (Consequences).

Mit Hilfe des ABC-Modells (das „B“ steht für Behavior, also Verhalten) kann die Form und die Häufigkeit von Verhalten erklärt werden:
A → B → C
Man spricht hier auch von der Dreifachkontingenz (three-term-contingency) des Verhaltens. Vereinfacht lässt sich die Kernaussage dieses Modells so umschreiben: Verhalten wird von vorausgehenden Bedingungen (der Situation, den Stimuli) ausgelöst und von Konsequenzen (Verstärkern) aufrechterhalten.
Der Begriff der Kontrolle gibt zu dem Missverständnis Anlass, dass sich der Organismus aus Sicht der Verhaltensanalyse gewissermaßen mechanisch und fremdgesteuert verhält. Skinner betont jedoch die Aktivität des Organismus: Das (operante) Verhalten des Organismus ist der Ausgangspunkt. Skinner drückt dies in der Einleitung so aus:

“Men act upon the world, and change it, and are changed in turn by the consequences of their action.”

„Menschen verhalten sich in der Welt und verändern sie. Im Gegenzug werden sie von den Konsequenzen ihrer Handlungen verändert.“

## Definition
- Skinner definiert sprachliches Verhalten als Verhalten, welches nicht direkt auf die physikalische Umwelt einwirkt, sondern nur durch das Verhalten eines anderen Menschen einen Effekt hat („Behavior which is effective only through the mediation of other persons“, S. 2). Wenn jemand durstig ist, kann er sich ein Glas Wasser holen oder zu einer anderen Person sagen „Bitte gib mir Wasser“. Letzteres Verhalten (zu sagen „Bitte gib mir Wasser“) führt nur dann zu einer Verstärkung, wenn jemand anderes (ein Zuhörer) etwas tut (das Wasser bringt). Der Zuhörer muss dabei für die Verstärkung sprachlichen Verhaltens konditioniert worden sein („the ‚listener‘ must be responding in ways which have been conditioned precisely in order to reinforce the behavior of the speaker“, S. 225), er muss also Mitglied derselben Sprachgemeinschaft sein wie der Sprecher.

Ein Beispiel zeigt, wie weit Skinners Definition gefasst ist: Eine Taube, die in einem verhaltenswissenschaftlichen Experiment gelernt hat, auf einen Schalter zu picken, wenn eine grüne Scheibe sichtbar ist, wird ebenfalls nicht direkt durch die physikalische Umwelt verstärkt, sondern von einem „Zuhörer“, dem Experimentator, der darauf trainiert worden ist, das Verhalten der Taube im gegebenen Fall zu verstärken (indem er ihr z. B. eine Futterkugel gibt). Das Picken der Taube ist demnach ein sprachliches Verhalten.
Gegen Skinners Definition wird zuweilen eingewendet, dass sie nicht erlaubt, sprachliches Verhalten von anderem sozialen Verhalten zu unterscheiden. Zudem benötigt man Informationen über die Lerngeschichte einer anderen Person als des Sprechers (nämlich des Zuhörers), um die Definition anzuwenden. Eine klare Definition von sprachlichem Verhalten ist jedoch (nach Matthew Normand) genauso wenig möglich wie von aggressivem Verhalten. Skinners zentrale Aussage lautet, dass sich sprachliches Verhalten nicht wesentlich von anderem Verhalten unterscheidet. Wenn die Definition neben dem, was man üblicherweise als Sprache auffasst, auch einige Fälle beinhaltet, die der Laie eher als soziales Verhalten bezeichnen würde, so sei dies kein Mangel.
Aus Skinners Definition geht zudem hervor, dass sprachliches Verhalten nicht auf eine bestimmte Form (bzw. ein Medium) beschränkt ist. Die häufigste Form sprachlichen Verhaltens ist das Sprechen (vokales Verhalten), welches zudem den geringsten Einfluss auf die physische Umwelt hat (nur selten, so Skinner, gelingt es, durch Sprechen die Mauern von Jericho einstürzen zu lassen oder die Sonne in ihrem Lauf aufzuhalten, S. 2). Hinzu kommen die verschiedensten Formen von geschriebener Sprache und Zeichensprache; auch Sprachen, bei denen der „Sprecher“ die Haut der „Zuhörers“ berührt, gibt es (Lormen). Hörbare Formen sprachlichen Verhaltens können auch das Klatschen der Hände (im Theater) oder das Blasen eines Horns (in der Schlacht) sein. Auch der Mann am Telegrafen verhält sich nach Skinner sprachlich, wenn er seine Hand bewegt, ebenso, wer auf Tafeln mit Worten deutet – immer vorausgesetzt, dass dieses Verhalten das Verhalten einer anderen Person verändert.
Skinner grenzt sich mit dieser Definition von der linguistischen Sicht auf das Problem Sprache ab: Linguisten beschäftigen sich seltener mit dem sprachlichen Verhalten (oder dem sprachlichen Handeln) einer einzelnen Person, sondern sie untersuchen meist Sprachen (also das abstrahierte sprachliche Verhalten vieler Menschen). Traditionellerweise wird auch angenommen, dass sprachliches Verhalten (wie anderes Verhalten auch) nur durch Ereignisse innerhalb des Organismus erklärt werden kann: Sprache dient demnach dazu, „Ideen“ (oder „Bedeutung“ oder „Information“) auszudrücken. Skinner dagegen sieht die „Bedeutung“ dessen, was gesagt wird, außerhalb des Organismus (in den Beziehungen zwischen Umweltereignissen und Verhalten). Skinners Auffassung von Sprache wurde deshalb schon mit jener von Ludwig Wittgenstein („Die Bedeutung eines Wortes ist sein Gebrauch in der Sprache“) verglichen.

## Grundlagen

### Das verbale Operant – Die Einheit sprachlichen Verhaltens
Sprachliches Verhalten tritt als ein Fluss auf: Zum Zweck der Untersuchung muss es in Einheiten untergliedert werden. Die traditionellen Einheiten Wort, Satz usw. böten sich hier an. Skinner benötigt jedoch eine Einheit, die eindeutig identifizierbar ist und die mit bestimmten unabhängigen Variablen in einem funktionalen (d. h. regelhaften) Zusammenhang steht. Der Verhaltensanalytiker legt die Einheit des Verhaltens (das Operant), das er untersucht, nicht von vornherein fest, sondern danach, ob sie als Funktion einer bestimmten anderen Variable (z. B. Umweltvariable) auftritt. Das kann für den Fall des verbalen Operanten bedeuten, dass diese Einheit sowohl ein so geringfügiges Merkmal wie eine Betonung oder ein einzelner Laut als auch eine vollständige Redewendung oder ein Satz (wie etwa „was du heute kannst besorgen, das verschiebe nicht auf morgen“) sein kann. – Immer vorausgesetzt, das verbale Operant variiert mit einer anderen Variable, d. h., es steht mit ihr in einem funktionalen Zusammenhang. Ein Beispiel: Wenn das Setzen oder Weglassen eines Akzents bewirkt, dass das sprachliche Verhalten verstärkt wird oder nicht, dann ist der Akzent die relevante Untersuchungseinheit. Dies widerspricht natürlich stark den Gepflogenheiten in der Sprachwissenschaft. Jedoch ist diese Definition von verbalem Operant (jedes Stück sprachlichen Verhaltens, das in einem funktionalen Zusammenhang zu einer anderen Variable steht) eine Konsequenz der Übertragung der Methoden der Verhaltensanalyse auf den Bereich sprachlichen Verhaltens.
Verbale Operanten sind nicht gleichbedeutend mit Wörtern. Sie sind vielmehr individuelles Verhalten einer bestimmten Person in einem bestimmten Kontext. „Wörter“ dagegen sind Elemente eines abstrakten Systems Sprache. Im Gegensatz zu vielen Linguisten geht Skinner nicht davon aus, dass mit dem Wort eine Bedeutung erworben wird, sondern dass jedes sprachliche Verhalten einzigartige vorausgehende Bedingungen und Konsequenzen hat. Jedes verbale Operant muss daher einzeln als das Produkt einer bestimmten Situation betrachtet werden, als abhängig von den Umweltbedingungen, welche kontrollieren, ob und wann das Operant geäußert wird. Die Fähigkeit eines Kindes, „Keks“ zu sagen, wenn das Kind den Keks sieht (diese Äußerung bezeichnet Skinner als Tact) ist von der Fähigkeit, „Keks“ zu sagen, wenn es hungrig ist (von Skinner als Mand bezeichnet), verschieden. Die verbalen Operanten sind also funktional unabhängig (auch wenn sich ihre Form gleicht). Die Vermutung Skinners, dass verbale Operanten funktional unabhängig erworben werden, ist mittlerweile vielfach experimentell bestätigt worden. Auch die Fähigkeiten zu sprechen und zuzuhören (zu verstehen) sind voneinander funktional unabhängig.
Eine weitere Untersuchungseinheit ist das sprachliche Repertoire. Damit wird das potenzielle Verhalten des Sprechers bezeichnet. Allerdings ist es genauso unsinnig zu fragen, wo ein verbales Operant ist, wenn es nicht geäußert wird, wie zu fragen, wo der Patellarsehnenreflex ist, wenn er nicht ausgelöst wird.

### Die Wahrscheinlichkeit des Auftretens
Einige verbale Operanten treten mit größerer Wahrscheinlichkeit auf als andere. Die Wahrscheinlichkeit (im Sinne der Auftretenshäufigkeit) eines verbalen Operanten in einer bestimmten Situation ist die entscheidende Größe bei der Untersuchung sprachlichen Verhaltens. Gemeint ist nicht die Wahrscheinlichkeit, dass z. B. irgendwann ein bestimmtes Wort gesagt wird (wie sie sich etwa in Worthäufigkeitslisten wiederfinden), sondern die Auftretenswahrscheinlichkeit zu einem bestimmten Zeitpunkt, in einer bestimmten Situation. Man nennt dies auch die Stärke eines Operanten.

## Verbale Operanten
Skinner sieht sprachliches Verhalten im Rahmen des ABC-Modells als bestimmt von vorhergehenden Bedingungen (A wie antecendents) und nachfolgenden Konsequenzen (C wie consequences). Er identifiziert vier verschiedene vorhergehende Bedingungen für sprachliches Verhalten:
- Einen Zustand der Deprivation oder aversiver Stimulation, bzw. eine bestimmte etablierende Operation (nach Jack Michael[15]). Der Begriff etablierende Operation ist dem von Skinner auch verwendeten „motivationalen Zustand“ vorzuziehen, da er keine Bezüge zu inneren Zuständen des Organismus als Ursache des Verhaltens nahelegt und zudem weiter gefasst ist.
- Die Merkmale der physischen Umwelt.
- Das sprachliche Verhalten anderer.
- Das eigene sprachliche Verhalten.

Demgegenüber stehen zwei mögliche Konsequenzen:
- Konsequenzen, die für eine bestimmte Form der Deprivation oder einen bestimmten aversiven Zustand, eine etablierende Operation spezifisch sind und direkt wirksam sind (sich direkt auf den Sprecher auswirken).
- Soziale (oder „erzieherische“) Konsequenzen (also die Reaktion der Zuhörer, z. B. „Stimmt“ oder „Ja“ usw.).

Sprachliches Verhalten wird von einer bestimmten Kombination aus vorausgehenden Bedingungen und Konsequenzen kontrolliert. Diese Kombination definiert ein sprachliches Operant. Skinner unterscheidet das reine verbale Operant von der multiplen Kontrolle.

### Reineverbale Operanten

#### Das Mand
Ein verbales Operant, welches in einer Sprachgemeinschaft üblicherweise eine bestimmte Konsequenz in der Umwelt des Sprechers zur Folge hat, wird von Skinner mit dem Kunstwort Mand bezeichnet. Er leitet diesen Begriff von Wörtern wie demand (fordern) und command (befehlen) ab.
- Ein Mand ist ein verbales Operant, welches nur durch eine bestimmte Konsequenz verstärkt wird und das somit unter (funktionaler) Kontrolle der zugehörigen motivationalen Zustände bzw. etablierenden Operationen steht.

Im ABC-Modell lässt sich das Mand so beschreiben:
- A: Die vorausgehende Bedingung des Mand ist eine bestimmte etablierende Operation.
- B: Das Mand.
- C: Die Konsequenz des Mand muss spezifisch sein.

Beispiel:
Eine Person sagt am Imbissstand: „Einmal Pommes rot-weiß“ und bekommt diese auch.
- A: Die Person hat Hunger (motivationaler Zustand) bzw. schon länger keine Nahrung zu sich genommen (etablierende Operation).
- B: „Einmal Pommes rot-weiß.“
- C: Die Person bekommt eine Portion Pommes rot-weiß.

Das sprachliche Verhalten „Einmal Pommes rot-weiß“ ist in diesem Fall ein Mand, da es eine bestimmte etablierende Operation voraussetzt und nur durch eine bestimmte Konsequenz verstärkt wird: Das Verhalten „Einmal Pommes rot-weiß“ wird künftig nur dann in ähnlichen Situationen (also z. B. am selben Imbiss-Stand) häufiger auftreten, wenn es durch eine bestimmte Konsequenz (die Pommes rot-weiß) verstärkt wird (nicht aber, wenn eine andere Konsequenz eintritt, die Person hier z. B. keine Pommes rot-weiß bekommt).
Ein Mand „bezeichnet“ die erwünschte Verstärkung: „Hör zu!“, „Stop!“, „Sag ja!“ usw. bezeichnen das erwünschte Verhalten des Zuhörers, „Mehr Suppe!“ oder „Salz!“ bezeichnet den Verstärker als solchen.

#### Das Tact
Das eigene sprachliche Verhalten und das sprachliche Verhalten anderer ist einer der wichtigsten Auslöser für sprachliches Verhalten. Skinner behandelt diese Fälle als echoische, textuale und intraverbale Operanten. Zwei Arten von Stimuli sind üblicherweise nonverbal: Die (Anwesenheit der) Zuhörerschaft und die gesamte physische Umwelt.
Skinner verwendet für den Fall, dass die physische Umwelt ein auslösender Stimulus für ein sprachliches Verhalten ist, den Begriff Tact. Er leitet das Wort vom „Kontakt“ (contact) ab, in den das Individuum mit der Umwelt tritt.
Ein Tact wird definiert als ein verbales Operant, bei dem eine bestimmte Verhaltensantwort von einer bestimmten Form durch ein bestimmtes Objekt, ein Merkmal eines Objekts oder Ereignis in der Umwelt des Sprechers hervorgerufen oder zumindest gestärkt wird.
Im ABC-Modell lässt sich das Tact so beschreiben:
- A: Die vorausgehende Bedingung ist die Anwesenheit eines bestimmten Stimulus (z. B. Objekts). Der Zustand des Organismus bzw. etablierende Operationen sind in diesem Fall nicht relevant.
- B: Das Tact.
- C: Die Konsequenz ist eine nicht spezifische, soziale Verstärkung des Tact. Während das Mand „Einmal Pommes rot-weiß“ nur durch eine ganz spezifische Konsequenz verstärkt wird, wird ein Tact von generalisierten Verstärkern aufrechterhalten.

Beispiel:
Ein Kind sieht eine Puppe und sagt „Puppe“.
- A: Die Anwesenheit einer Puppe.
- B: „Puppe“.
- C: Die Mutter lobt das Kind (oder lächelt es an oder spricht weiter mit ihm – der Verstärker ist nicht-spezifisch bzw. ein generalisierter Verstärker).

Das Tact ist nicht dasselbe wie die Referenz eines Wortes. Ein Wort, das sich auf einen bestimmten Referenten bezieht, kann auch in Situationen verwendet werden, in denen es kein Tact ist. Beispielsweise bezieht sich das Wort „Eisenhower“ auf einen Menschen dieses Namens. Es kann nur dann ein Tact sein, wenn der Mensch Eisenhower anwesend ist. Wenn Eisenhower nicht zugegen ist, ist „Eisenhower“ ein Textual, ein Intraverbales oder ein Echoic. „Eisenhower“ wird in jedem Fall durch einen Stimulus ausgelöst, nur gibt es außer dem Menschen Eisenhower viele andere mögliche Stimuli. Der Mensch Eisenhower muss nicht auf irgendeine Weise (mental oder hypothetisch) vorhanden (oder verinnerlicht, „driven back into the organism“, wie Chomsky schreibt) sein, wenn jemand „Eisenhower“ sagt.

#### Das Intraverbale
Das Intraverbale ist ein sprachliches Verhalten, das von anderem sprachlichen Verhalten ausgelöst wird, in der Form jedoch nicht dem sprachlichen Verhalten des anderen gleicht. Beispiele für Intraverbale sind die Antworten auf Fragen wie „Wo wohnst Du?“, „Was ist zwei plus zwei?“ oder das Fortführen eines Satzes wie „Einigkeit und Recht und…“.
Intraverbales Verhalten ist oft recht einfach, zum Beispiel, wenn auf den Stimulus „Wie geht’s?“ die übliche Antwort „Danke, gut!“ folgt. „Small Talk“ ist zum größten Teil intraverbales Verhalten. Es gibt aber auch interessantere Fälle, etwa wenn die Antwort auf „Warum?“ ein Satz ist, der fast immer mit „Weil…“ beginnt. Wenn ein längeres Gedicht vorgetragen wird, kontrolliert ein Teil den jeweils nächsten. Wenn der Sprecher unterbrochen wird, verliert er die Kontrolle. Ebensolches gilt für das Aufsagen des Alphabets, das Zählen und einfaches Addieren und Multiplizieren.

#### Das Echoic
Das Echoic ist ein sprachliches Verhalten, das von anderem sprachlichen Verhalten ausgelöst wird, wobei die Form des Verhaltens dem gehörten sprachlichen Verhalten des anderen gleicht. Echoisches Verhalten ist die Wiederholung des Gehörten (oder Teile desselben) durch den Sprecher. Dies geschieht meist ohne dass der Sprecher dazu explizit aufgefordert wurde („Sag: XY!“): es würde sich dann auch nicht um ein reines Echoic handeln, sondern um ein Intraverbales-Echoic (also um die multiple Kontrolle sprachlichen Verhaltens). Das Echoic schließt in der Regel unmittelbar an das Hören an. Fragmentarisches echoisches Verhalten liegt vor, wenn der Sprecher einen Aspekt der Sprache des anderen übernimmt, etwa seinen Akzent oder einen Manierismus. Oft flüstern wir, wenn der andere flüstert, auch ohne dass wir den Grund für das Flüstern des anderen kennen.
Das explizite Fordern einer echoischen Reaktion durch einen anderen ist nur eine Möglichkeit, warum solche Reaktionen gezeigt werden: Der Forderung („Sag: Hund!“) nachzukommen („Hund“), führt zur positiven Reaktion des anderen („Ja, richtig!“) bzw. zur Beendigung einer aversiven Situation (der andere hört damit auf, den Sprecher zum Wiederholen der Äußerung aufzufordern). Man denke hier nur an den Fremdsprachenunterricht: Wem es gelingt, die seltsamen Laute der Lehrerin nachzuahmen, der wird „erlöst“ und steht vorerst nicht mehr im Fokus ihrer Aufmerksamkeit.
Daneben gibt es aber auch weniger explizite Formen der Verstärkung echoischen Verhaltens. Man wird für die Wiederholung sprachlichen Verhaltens ab und an verstärkt, zum Beispiel wenn man die Worte, die jemand anderes im Gespräch benutzt, wiederholt: Diese sprachlichen Formen sind oft wirksamer als unsere eigenen Worte, um dem anderen etwas verständlich zu machen. Echoische Reaktionen dienen oft auch als Füllsel, die eine Antwort erleichtert, etwa wenn der Prüfling die Worte des Prüfers noch einmal wiederholt, ehe er die Frage beantwortet: Die aversive Situation, eine Antwort finden zu müssen, wird so vorübergehend vermieden. Echoische Reaktionen dienen auch dazu, das Gehörte besser zu behalten (etwa, wenn man eine gehörte Telefonnummer wiederholt) oder dazu, den anderen aufzufordern, eine Aussage zu wiederholen oder zu erläutern („Hund? Welcher Hund?“).

#### Das Textuale
Das Textuale ist eine vokale Reaktion, die unter der Kontrolle eines nicht-auditiven verbalen Stimulus (z. B. eines Textes) steht bzw. von diesem ausgelöst wird. Der Erwerb textualen Verhaltens geschieht meist im erzieherischen Kontext: Eine Person gibt generalisierte konditionierte Verstärker (z. B. Lob), wenn eine vokale Reaktion des Lerners in einem bestimmten Verhältnis zu den Zeichen auf der Seite steht. Aufrechterhalten wird das textuale Verhalten durch die vielen kollateralen Effekte des Lesens. Textuales Verhalten wird automatisch verstärkt, da der Leser aus dem Lesen viele Vorteile zieht (z. B. vor Gefahren gewarnt wird, auf mögliche andere Verstärker hingewiesen wird usw.). Tatsächlich wird das Lesen so stark verstärkt, dass es ein normal-gebildeter Erwachsener gar nicht vermeiden kann, eine Schrift, die er wahrnimmt, auch zu lesen (ein Umstand, den sich die Werbung, z. B. in U-Bahnen oder am Straßenrand, zunutze macht). Textuales Verhalten kann auch durch selbst-erzeugte Stimuli ausgelöst werden: Man erzeugt häufig Texte (notiert sich etwas), um sein eigenes zukünftiges Verhalten zu kontrollieren.

#### Das Autoclitic
Das Autoclitic ist das komplexeste aller verbalen Operanten. Es wird vom sprachlichen Verhalten des Sprechers kontrolliert (autoklitisch bedeutet so viel wie „selbst-anlehnend“). Der Einfluss auf das sprachliche Verhalten ist subtil. Man vergleiche die beiden Sätze „Ich denke, es wird regnen“ und „Ich bin sicher, es wird regnen“. „Ich denke“ und „Ich bin sicher“ sind verschiedene Autoclitics, die nichts mit dem Regen (einem Merkmal der physischen Umwelt) zu tun haben, sondern mit einem Aspekt auf Seiten des Sprechers, der sein sprachliches Verhalten kontrolliert. „Ich denke“ und „Ich bin sicher“ sagen dem Zuhörer etwas über die Ausprägung der Überzeugung des Sprechers, dass es regnen wird. Wenn es nicht regnet, wird die Reaktion des Zuhörers gegenüber dem Sprecher anders ausfallen, wenn er „Ich denke“ gesagt hat, als wenn er „Ich bin sicher“ gesagt hat.

### Überblick über die „reinen“ verbalen Operanten
Die folgende Tabelle (in Anlehnung an Frost und Bondy) fasst die genannten verbalen Operanten zusammen.
| Vorausgehende Bedingung        | Verbales Operant | Konsequenz     | Beispiel |
| ------------------------------ | ---------------- | -------------- | --- |
| Etablierende Operation         | Mand             | Direkt wirksam | Das Kind kommt in die Küche, in der die Mutter sitzt, und sagt: „Ich will Milch“. Die Mutter öffnet den Kühlschrank und gibt dem Kind Milch.           |
| Merkmale der physischen Umwelt | Tact             | Sozial         | Ein Schüler blickt zum Fenster hinaus, wendet sich seinem Lehrer zu und sagt: „Heute ist es heiß“. Der Lehrer sagt „Stimmt!“.                          |
| Sprachliches Verhalten anderer | Intraverbal      | Sozial         | Die Mutter fragt die Tochter: „Welche Note hast Du in Mathematik bekommen?“. Die Tochter antwortet „Eine Zwei“. Die Mutter sagt: „Sehr schön!“         |
| Sprachliches Verhalten anderer | Echoic           | Sozial         | Die Lehrerin sagt zum Schüler „Verhalten heißt auf Englisch behavior“. Der Schüler wiederholt „Verhalten heißt behavior“. Die Lehrerin sagt „Richtig“. |
| Eigenes sprachliches Verhalten | Autoclitic       | Direkt wirksam | Das Kind kommt nachts ins Schlafzimmer der Eltern und sagt „Ich glaube, mir ist schlecht“. Die Mutter nimmt das Kind und bringt es ins Badezimmer.     |

Daneben kennt Skinner noch einige andere reine verbale Operanten, so die Transkription (ein Text als Auslöser eigenen Schreibverhaltens) und vor allem verschiedene Erweiterungen des Tact (z. B. die metaphorische Erweiterung oder die Namensgebung).

### Die multiple Kontrolle sprachlichen Verhaltens
Reine verbale Operanten sind eher selten, häufiger ist die multiple Kontrolle, bei der verschiedene Kombinationen aus vorausgehenden Bedingungen und Konsequenzen wirksam sind. Beispiel: Ein Lehrer hält das Bild eines Hauses hoch und fragt „Was ist das?“. Das sprachliche Verhalten des Schülers „Ein Haus“ steht nun unter der multiplen Kontrolle der Frage des Lehrers (ein sprachliches Verhalten eines anderen) und des Bildes (eines Merkmals der physischen Umwelt).
Die folgende Tabelle (wieder in Anlehnung an Frost und Bondy) listet einige komplexe verbale Operanten auf.
| Vorausgehende Bedingung                                                                    | Verbales Operant        | Konsequenz             | Beispiel |
| ------------------------------------------------------------------------------------------ | ----------------------- | ---------------------- | --- |
| - Etablierende Operation - Merkmale der physischen Umwelt                                  | Mand-Tact               | Direkt wirksam; Sozial | Das Kind kommt in die Küche, sieht einen Teller mit Keksen und sagt: „Kekse!“. Die Mutter gibt dem Kind einen Keks.                                                           |
| - Etablierende Operation - Sprachliches Verhalten anderer                                  | Intraverbal-Mand        | Direkt wirksam; Sozial | Im Laden, vor den Schulsachen, fragt die Mutter die Tochter „Welche Farbe soll dein Heftumschlag haben?“. Die Tochter antwortet „Blau“. Die Mutter kauft den blauen Umschlag. |
| - Etablierende Operation - Merkmale der physischen Umwelt - Sprachliches Verhalten anderer | Intraverbal-Mand-Tact   | Direkt wirksam; Sozial | Die Mutter zeigt dem Kind einen Ball und fragt das Kind „Was möchtest Du?“. Das Kind antwortet „Ball!“. Die Mutter gibt dem Kind den Ball.                                    |
| - Merkmale der physischen Umwelt - Sprachliches Verhalten anderer                          | Intraverbal-Tact        | Sozial                 | Der Vater zeigt dem Kind im Fotoalbum ein Bild und fragt „Wer ist das?“. Das Kind antwortet „Mama“.                                                                           |
| - Merkmale der physischen Umwelt - Sprachliches Verhalten anderer                          | Echoic-Tact             | Sozial                 | Am Fenster stehend und einen Regenschauer beobachtend, sagt der Lehrer „Regen“. Der Schüler wiederholt „Regen“.                                                               |
| - Sprachliches Verhalten anderer                                                           | Intraverbal-Echoic      | Sozial                 | Der Therapeut sagt „Was ist zwei plus zwei? – Sag vier“. Das (bspw. autistische) Kind antwortet „Vier“ und der Therapeut sagt „Richtig“.                                      |
| - Merkmale der physischen Umwelt - Sprachliches Verhalten anderer                          | Echoic-Intraverbal-Tact | Sozial                 | Der Therapeut hält einen Stift hoch und sagt „Sag Stift!“. Das Kind antwortet „Stift“. Der Therapeut sagt „Richtig“.                                                          |

## Entstehungsgeschichte und Rezeption
Der Impuls für Verbal Behavior ging 1934 von einer Unterhaltung Skinners mit dem Philosophieprofessor Alfred North Whitehead bei einem Dinner in Harvard aus. Skinner legte seine Ansichten dar, bis Whitehead ihn aufforderte, doch sein sprachliches Verhalten zu erklären, wenn er jetzt gleich „No black scorpion is falling upon this table“ („Kein schwarzer Skorpion fällt jetzt auf diesen Tisch“) sagen werde. Skinner begann noch in der Nacht nach dem Gespräch mit Whitehead die Arbeit an einer verhaltenswissenschaftlichen Interpretation der Sprache. Er widmete einen Großteil des Jahres 1944 diesem Projekt und fasste die Ergebnisse 1947 in einer Vorlesung an der Columbia-Universität und in seiner William-James-Vorlesungsreihe an der Universität Harvard zusammen. Kopien des Vorlesungsskripts kursierten bald unter den Studierenden. Während eines Forschungsfreisemesters 1955, das Skinner in Putney im US-Bundesstaat Vermont verbrachte, verfasste er den Rohtext von Verbal Behavior. Die Herausforderung Witheheads beantwortete Skinner im letzten Kapitel des Buches.
Skinner blieb bei der Abfassung von Verbal Behavior zwar in der Begrifflichkeit der Verhaltensanalyse, griff aber teilweise auch auf die Terminologie der Linguistik zurück. Dabei orientierte er sich überwiegend an Leonard Bloomfield, aber auch an Otto Jespersen und Hermann Paul. Skinner beeinflusste mit seiner Auffassung von Sprache wiederum die Sprachphilosophie von Quine.
Skinner betrachtete Verbal Behavior als sein wichtigstes Werk. Das Erscheinen des Buches fällt jedoch auch mit dem Beginn der sogenannten kognitiven Wende und der damit verbundenen Abspaltung der Verhaltensanalyse von der Psychologie zusammen. In der breiten psychologischen Fachöffentlichkeit wurde das Werk daher kaum ernsthaft zu Kenntnis genommen und wird auch heute allenfalls aus Sekundärquellen zitiert.
In ersten Besprechungen wurde das Buch zum Teil positiv, zum Teil gemischt aufgenommen. Prominent ist die Besprechung des Buches durch den Sprachwissenschaftler Noam Chomsky von 1959. Chomsky urteilte, Verbal Behavior könne das Phänomen Sprache nicht erklären und vereinfache den Gegenstand über Gebühr. Skinner beansprucht eine allgemeine Theorie des Verhaltens für sich und versucht zu zeigen, dass diese auch den Fall des sprachlichen Verhaltens sinnvoll und widerspruchsfrei zu fassen vermag. Wenn man Skinner aber wörtlich nehme (also die verwendeten Begriffe so interpretiere, wie sie ursprünglich von ihm definiert worden waren), liege er für den Bereich der menschlichen Sprache offenkundig falsch. Wenn man seine Analyse im übertragenen Sinne auffasst, dann sei sie nicht mehr als eine alltägliche Betrachtung, die in die Sprache des Labors gefasst ist („This creates the illusion of a rigorous scientific theory with very broad scope, although in fact the terms used in the description of real-life and laboratory behavior may be mere homonyms“, S. 31 – vgl. auch Chomskys Zusammenfassung seiner Position in einem Interview mit Javier Virues-Ortega 2006). Chomsky betont, dass Begriffe wie „Stimulus“, „Wahrscheinlichkeit“ und „Stimuluskontrolle“ unangemessen seien, wenn sie auf menschliches Verhalten übertragen werden. Der Begriff „Reaktionsstärke“ etwa sei eine Umschreibung für weniger eindrucksvolle Ausdrücke wie „Interesse“, „Absicht“, „Glaube“ usw. Skinner sage etwa über den Vorgang, wie eine wissenschaftliche Aussage bestätigt werde aus, dass dabei zusätzliche Variablen generiert werden, die die Wahrscheinlichkeit der Aussage erhöhen („generating additional variables to increase its probability”, S. 425). Wenn man diese Definition, so Chomsky (S. 34), wörtlich nehme, dann könne man den Grad der Bestätigung einer wissenschaftlichen Aussage daran ablesen, wie laut, schrill oder häufig diese geäußert werde.
Chomskys Kritik war später selbst Gegenstand der Kritik von verhaltensanalytischer Seite. Die Kritik betrifft zum einen die formale Qualität von Chomskys Besprechung. Chomsky zitiert des Öfteren schlicht falsch oder aus dem Zusammenhang heraus. Zum anderen wird auch der Inhalt der Besprechung zurückgewiesen. Nach Kenneth MacCorquodale setzt Chomsky voraus, dass in der „wirklichen Welt“ (der menschlichen Sprache) andere Naturgesetze gelten als im Labor (was gegen das Sparsamkeitsprinzip verstoße). Zudem ignoriere oder missverstehe Chomsky die Komplexität von Skinners Analyse. Chomsky scheine zu glauben, wann immer Skinner eine kontrollierende Variable nenne, meine er, damit die einzig verantwortliche Variable gefunden zu haben – so als sei Sprache nur eine Sammlung von Reflexen. Die multiple Verursachung von Sprechakten zieht sich jedoch als Thema durch das ganze Buch. In der Besprechung wird sie kein einziges Mal erwähnt. David Palmer erwiderte auf die zentrale Aussage von Chomskys Kritik, dass man dieselbe Argumentation auch gegen Newtons Mechanik anwenden könnte: Wenn man Newtons Gesetze der Bewegung wörtlich nehme, dann seien sie (im Alltag) offenkundig falsch. Wenn man sie im übertragenen Sinne auffasse, dann seien sie nicht mehr als wissenschaftlich klingende Umschreibungen der Daumenregeln des Handwerkers. Skinner aber habe nicht beabsichtigt, dass man seine Analyse als Metapher auffasse. Er machte die starke Voraussage, dass die Prinzipien des Verhaltens, die im Labor entdeckt wurden, im technischen Sinne auf die Interpretation sprachlichen Verhaltens angewandt werden können.
Die Erwiderung auf Chomskys Kritik wurde jedoch außerhalb der Verhaltensanalyse kaum zur Kenntnis genommen. Nach wie vor ist in vielen psychologischen und sprachwissenschaftlichen Fachbüchern zu lesen, Chomsky habe Skinners Ansatz zu Erklärung der Sprache oder überhaupt die Verhaltensanalyse und den Behaviorismus widerlegt.
Unter Verhaltensanalytikern wurde Verbal Behavior positiv aufgenommen. Insbesondere die verhaltensanalytische Behandlung des frühkindlichen Autismus stützt sich auf Verbal Behavior, die Relational Frame Theory und die aus ihr entstandene Akzeptanz- und Commitmenttherapie sind Fortentwicklungen in der Theorie von Verbal Behavior. Die Häufigkeit, mit der das Werk zitiert wird, nahm über die Jahre seit dem Erscheinen stetig zu. Von 1984 bis 2004 wurde Verbal Behavior in wissenschaftlichen Fachzeitschriften mit Gutachterverfahren insgesamt 1093 mal zitiert (zum Vergleich: Chomskys Language and Mind von 1968 wurde im selben Zeitraum 250 mal, Browns A First Language: The Early Stages von 1973 wurde 1343 mal zitiert). Zwischen 2005 und 2016, kamen weitere 890 Zitierungen hinzu. Die Häufigkeit empirischer Untersuchungen, die auf Skinners Konzeption beruhen, nahm ebenso zu. Ihre Anzahl hat sich im Zeitraum von 1989 bis 2004 annähernd vervierfacht, was als ein Beleg für die Vitalität und Fruchtbarkeit der Theorie angesehen werden kann.